# Klazsik-ház
A Klazsik-ház, másként Szarvas-ház egyemeletes, kora eklektikus lakóépület Kiskunfélegyházán.

## Fekvése
Kiskunfélegyháza, Kossuth Lajos utca 4.

## Története
1871-ben épült, külseje őrzi az eredeti állapotát, belülről azonban teljesen átalakították. Homlokzatát pilaszterek tagolják, szemöldökpárkányos-konzolos ablakokkal. Deák Ferenc utca felőli homlokzatán kapu, ami fölött különleges épségben megmaradt oroszlános dombormű látható. Alaprajza L alakú, lépcsőháza félkörívesen ugrik a ház udvarába. Alsó szintjein ma üzletek üzemelnek. 2004-ben jelentősen tatarozták az épületet, ennek során egy 19. századi napilap került elő az egyik ablakkeretből.